# Diadocidiidae
Diadocidiidae Winnertz, 1863, è una piccola famiglia di insetti dell'ordine dei Ditteri (Nematocera: Bibionomorpha), comprendente circa 20 specie di interesse micologico e forestale. 

## Descrizione
Gli adulti sono insetti di piccole dimensioni, con corpo lungo 2-6 mm, di colore variabile dal giallastro al bruno scuro. Il capo è provvisto di tre ocelli ed ha antenne composte da 15-16 articoli. Il torace è gibboso, ha zampe, con coxe lunghe e tibie fornite di speroni apicali, e ali rivestite da setole. L'addome è stretto.
In merito alla nervatura alare, la caratteristica più evidente è l'andamento delle due vene trasverse radio-mediale (r-m) e medio-cubitale (m-cu): queste due brevi nervature sono infatti diritte e allineate su una stessa direttrice perpendicolare all'asse longitudinale dell'ala. Il tratto basale della media è assente, perciò le nervature trasverse e il settore radiale Rs delimitano una cellula basale chiusa. Fra le altre caratteristiche, la costa si prolunga fino all'inserzione di R5 o poco oltre, la subcosta è breve e in genere è libera oppure confluisce sulla costa. Il ramo del radio (R1) confluisce sulla costa, in genere, prima o poco oltre la biforcazione della media.

Rappresentazione schematica della venatura alare. C: costa; Sc: subcosta; R: radio; M: media; Cu: cubito; A: anale; r-m: radio-mediale; m-cu: medio-cubitale.

## Biologia e diffusione
La famiglia, per lungo tempo conosciuta solo nelle regioni paleartica e neartica, è stata di recente segnalata anche in altre regioni zoogeografiche, ad eccezione di quella afrotropicale e dell'Antartide. L'habitat è forestale. Le larve vivono nel legno in decomposizione e sotto le cortecce degli alberi ed hanno un regime alimentare micetofago. Gli adulti si rinvengono in luoghi ombrosi, spesso presso corsi d'acqua.

## Sistematica
Come altri Sciaroidei, i Diadocidiidae erano in passato inclusi, al rango di sottofamiglia, nei Mycetophilidae, KRIVOSHEINA (1988) li separò in una distinta famiglia. Comprende poche specie ripartite in due generi esistenti, ai quali si aggiunge il genere fossile Docidiadia:
- Diadocidia

- Diadocidia borealis
- Diadocidia bruneicola
- Diadocidia cizeki
- Diadocidia ferruginosa
- Diadocidia fissa
- Diadocidia flavicans
- Diadocidia furnacea
- Diadocidia globosa
- Diadocidia halopensis
- Diadocidia hybrida
- Diadocidia macrosetigera
- Diadocidia papua
- Diadocidia parallela
- Diadocidia queenslandensis
- Diadocidia setistylus
- Diadocidia sevciki
- Diadocidia similis
- Diadocidia sinica
- Diadocidia spinosula
- Diadocidia stanfordensis
- Diadocidia sulawesiana
- Diadocidia thoracica
- Diadocidia trispinosa
- Diadocidia valida

- Palaeodocidia

- Palaeodocidia ishizakii